# Stan Keery
Stan Keery (9 tháng 9 năm 1931 - 7 tháng 3 năm 2013) là một cầu thủ bóng đá người Anh thi đấu ở vị trí tiền vệ.

## Sự nghiệp
Sinh ra ở Derby, Keery thi đấu cho Blackburn Rovers, Shrewsbury Town, Newcastle United, Mansfield Town và Crewe Alexandra, có tổng cộng 341 lần ra sân ở Football League. Ông mất ngày 7 tháng 3 năm 2013.